# Camp de Tarragona
|  | Aquest article tracta sobre la regió de Catalunya. Vegeu-ne altres significats a «Estació del Camp de Tarragona». |

El Camp de Tarragona (també anomenat el Camp) és un dels vuit àmbits funcionals territorials definits al Pla territorial general de Catalunya. Està constituït per les comarques de l'Alt Camp, Baix Camp, Conca de Barberà, Priorat i el Tarragonès. En formà part el Baix Penedès fins al 2017 quan passà a formar part del Penedès. L'àmbit funcional territorial no es correspon exactament amb la regió històrica del Camp de Tarragona, la qual només inclou les comarques de l'Alt Camp, el Baix Camp i el Tarragonès. La denominació de Camp de Tarragona és una pervivència del llatí territorium tarraconensis que en l'època romana designava el territori sota influència directa de Tàrraco i no de cap altra civitas.

## Regió històrica

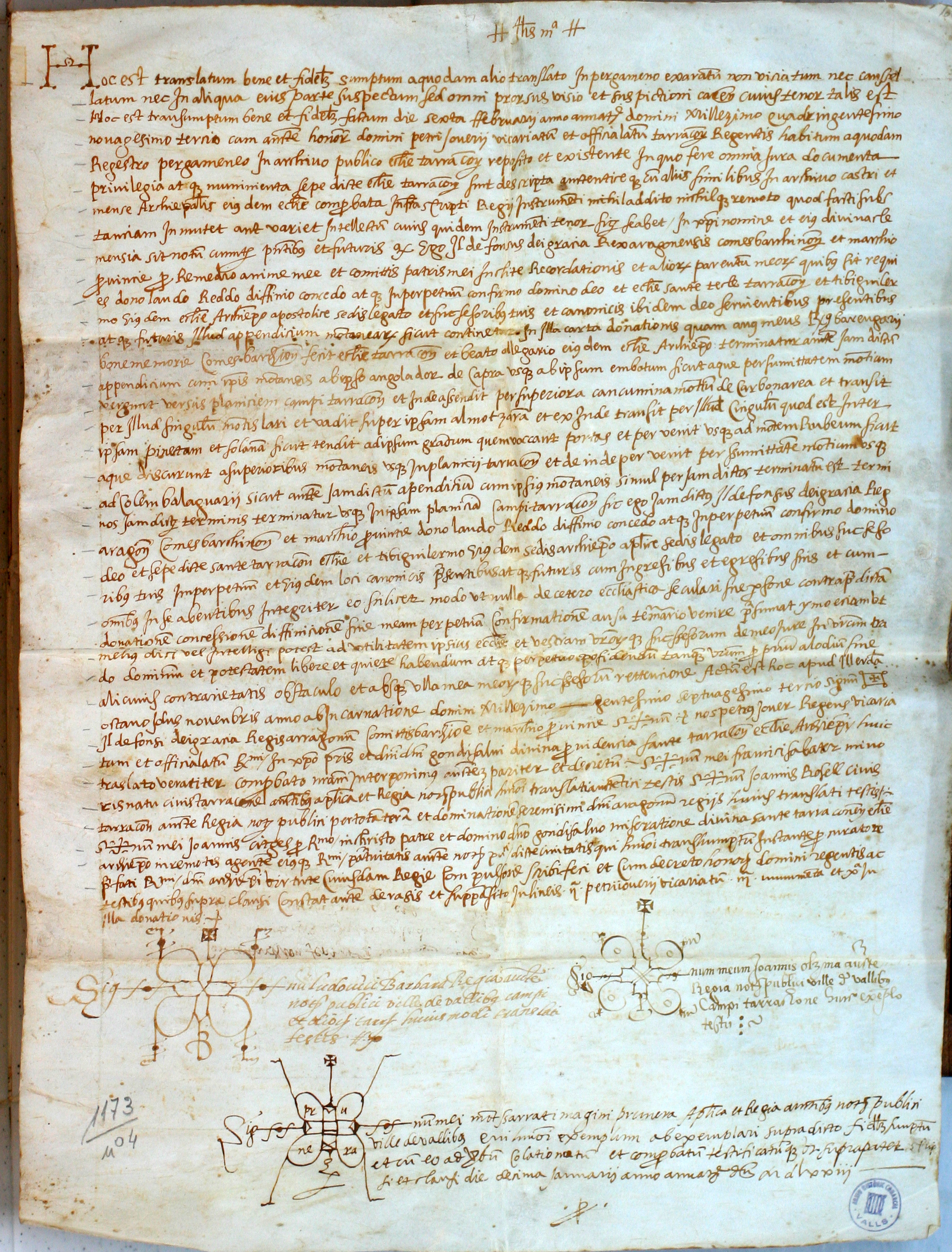
Donació del Camp de Tarragona per Ramon Berenguer III a l'arquebisbe Oleguer, conservada a l'Arxiu Comarcal de l'Alt Camp.

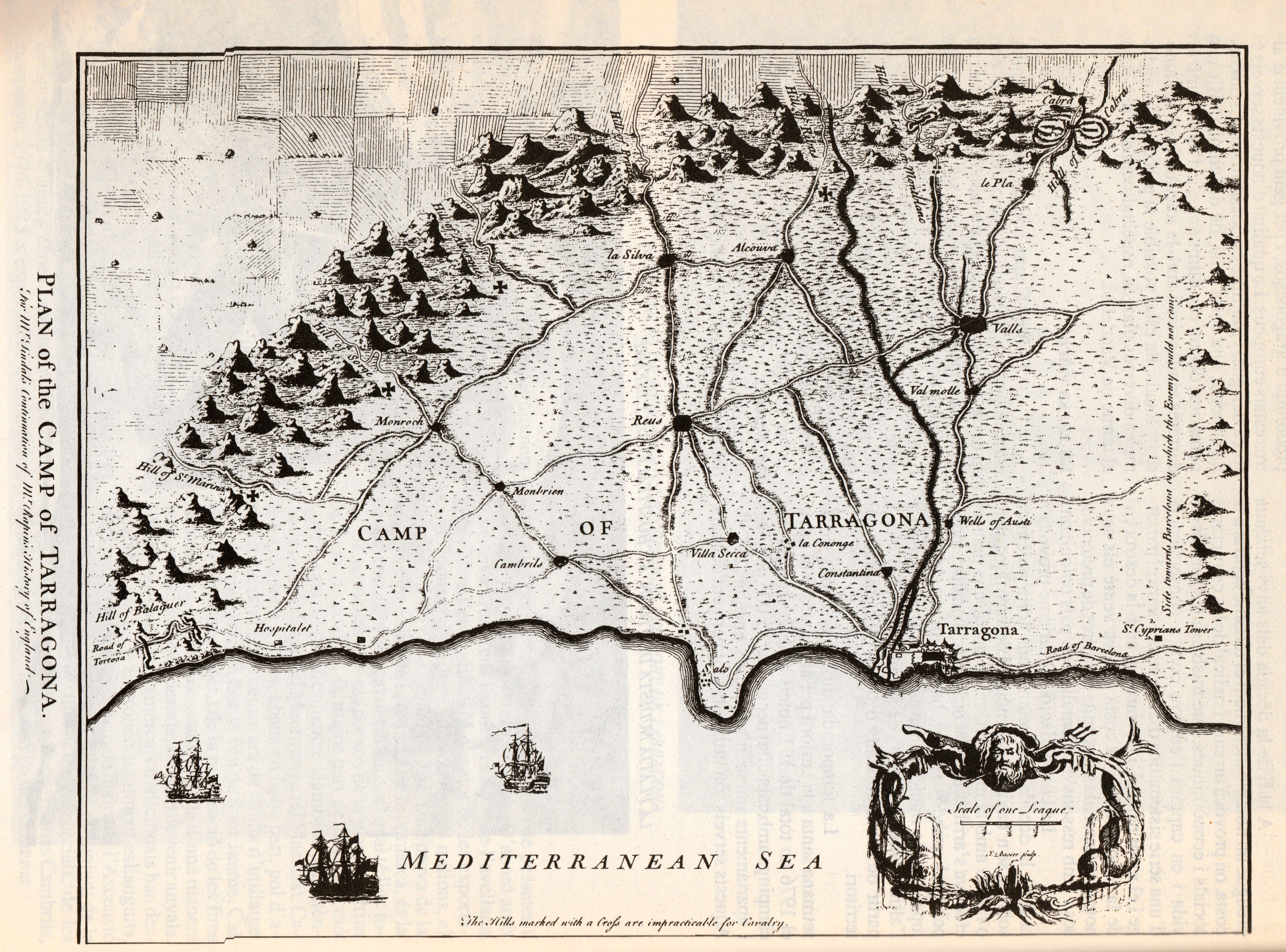
Mapa del Camp de Tarragona, gravat militar anglès de la Guerra de Successió

És una de les comarques més ben delimitades de Catalunya, entenent la comarca com a factor geològic, orogràfic i hidrogràfic, segons que ho defineix Josep Iglésies. La regió natural i històrica comprèn el que actualment són les comarques del Tarragonès, Alt Camp i Baix Camp. Aquesta regió és planera, voltada per les muntanyes de la Serralada Prelitoral i la mar Mediterrània, en contacte amb el Penedès, la Conca de Barberà, el Priorat i les Terres de l'Ebre. La plana del Camp s'obre lliure, de cara al mar. El Camp de Tarragona és documentat des de l'any 1315. La població sobre les quals s'articula, al voltant de Tarragona, Reus i Valls, és de 482.000 habitants. Els rius principals són el Francolí i el Gaià.

## Geografia i economia
L'àmbit funcional del Camp de Tarragona té una extensió de 2.998 km² Els municipis amb més població són Tarragona, Reus, Cambrils, Salou i Valls.
| Comarca          | Habitants |
| ---------------- | --------- |
| Alt Camp         | 45.198    |
| Baix Camp        | 196.718   |
| Conca de Barberà | 19.990    |
| Priorat          | 9.223     |
| Tarragonès       | 264.320   |

(Dades a 1 de gener de 2021. IDESCAT)
El relleu del Camp de Tarragona està format per la Serralada Prelitoral, el marge meridional de la Depressió Central, la Depressió Prelitoral, la Serralada Litoral i la línia de costa. És de clima mediterrani, la temperatura mitjana se situa entre 15 i 16 °C a les planes i a la zona de costa, entre 13 i 14 °C a la Conca de Barberà i 11 °C al Priorat. Un dels vents més característics és el mestral, sobretot a l'Alt i Baix Camp i al Tarragonès. La xarxa hidrogràfica es divideix en dos sistemes: els rius que formen part de la conca de l'Ebre i els que desemboquen directament al Mediterrani. D'aquests últims, els més importants són el Francolí, el riu Gaià i el Foix (el Foix desemboca però al Garraf). Pel que fa a la vegetació, predomina el pi blanc, que ha desplaçat altres espècies com l'alzinar, els carrascars i la màquia litoral. Hi és present la garriga, que es localitza a les muntanyes del Montmell, el massís de Vandellòs i a la serra del Tormo. A les muntanyes de l'Alt Gaià s'hi troben rouredes de roure de fulla petita i pinedes de pi roig.
| Comarca          | Primari | Indústria | Construcció | Serveis |
| ---------------- | ------- | --------- | ----------- | ------- |
| Alt Camp         | 4,70%   | 34,77%    | 7,02%       | 53,51%  |
| Baix Camp        | 1,96%   | 25,91%    | 7,44%       | 64,69%  |
| Conca de Barberà | 6,91%   | 41,18%    | 7,61%       | 44,30%  |
| Priorat          | 13,35%  | 18,63%    | 13,42%      | 54,60%  |
| Tarragonès       | 0,64%   | 22,47%    | 7,03%       | 69,86%  |

El PIB del Camp de Tarragona representa el 7% del PIB de Catalunya. L'estructura productiva no és homogènia en el territori. El sector primari té major pes al Priorat i a la Conca de Barberà que a la resta de comarques. Tanmateix, totes comparteixen el vi com un dels principals productes del sector. Pel que fa a la indústria, té un paper preponderant el sector del paper a l'Alt Camp, el sector energètic al Baix Camp i el sector químic al Tarragonès. El turisme és molt important en els municipis costaners, sobretot Salou i Cambrils. La marca turística del Camp de Tarragona és Costa Daurada i, a més de les platges, té com a reclam turístic la presència del parc temàtic Port Aventura.
El Camp de Tarragona té 8 ports. El més important és el Port de Tarragona, el quart en volum de mercaderies d'Espanya, sobretot mercaderies agroalimentàries, energètiques, i en pasta de paper.
El Camp de Tarragona compta amb una universitat pública, la Universitat Rovira i Virgili (URV), que hi té centres en els municipis de Tarragona, Reus i Vila-seca. Va ser fundada el 1991 i actualment ofereix un elevat nombre de graus i màsters a més d'11.000 estudiants.

## Cultura
"Gent del Camp, gent del llamp" és una expressió que es refereix als habitants del camp de Tarragona, als quals se'ls considera tradicionalment gent emprenedora i de solucions ràpides, però que acostumen a ser imprevisibles.
La tradició castellera al Camp de Tarragona té més de dos-cents anys i continua activa al territori. Algunes de les colles més importants són la Colla Jove Xiquets de Tarragona, la Colla Vella dels Xiquets de Valls, la Colla Joves Xiquets de Valls, els Xiquets de Tarragona, Xiquets de Reus i Castellers de Sant Pere i Sant Pau. El concurs de castells es realitza a Tarragona cada dos anys.

## Gastronomia
- Calçot de Valls
- Romesco
- Espineta amb caragolins
- Menjablanc
- Avellana de Reus
- Oli Siurana
- Patata de Prades
- Vi DO Tarragona, DO Conca de Barberà, i DOQ Priorat.

## Ordenacions administratives
La regió va constituir la vegueria de Tarragona, i durant molts anys (1356-1715) la majoria dels seus termes i pobles van formar part de la comuna del Camp.
En la divisió comarcal de 1936 quedà subdividida en les comarques de l'Alt Camp, el Tarragonès i el Baix Camp; i alhora separada en dues regions o vegueries amb capital a Tarragona i Reus, tot i que alguns pobles o zones pertanyents al Camp se'n quedaren fora i van anar a altres comarques com el Priorat o la Conca de Barberà. Inicialment el Camp de Tarragona es dividia en dues comarques: Alt Camp i Baix Camp. Tanmateix, a causa de la rivalitat entre Tarragona i Reus, Tarragona decidí formar la seva pròpia comarca i va absorbir així dins d'ella altres municipis del Baix Gaià en veure la mida inicial del projecte.

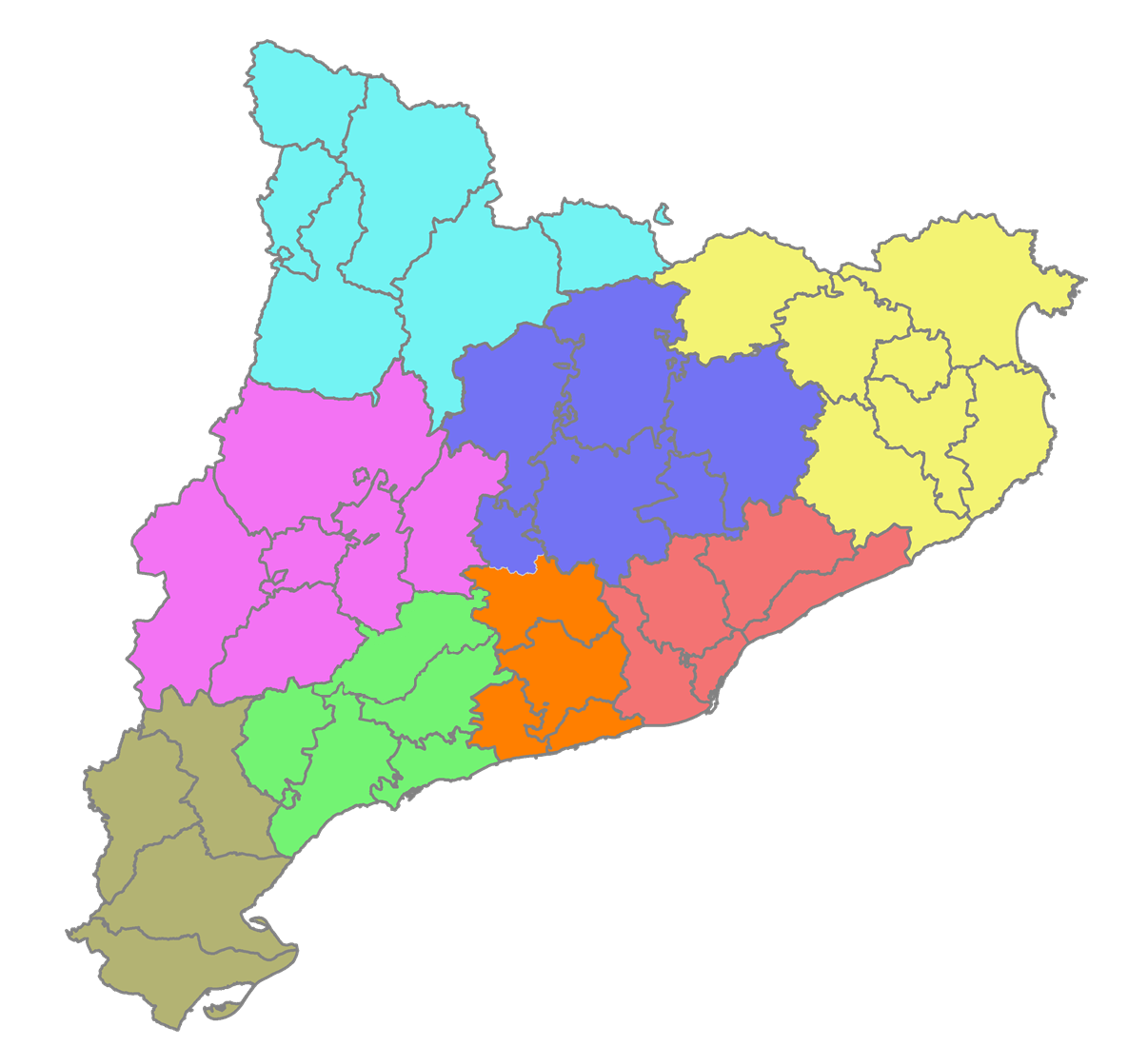
Àmbit funcional del Camp de Tarragona

Amb el Pla territorial general de Catalunya de 1995, el Camp de Tarragona es va constituir com un dels set àmbits funcionals territorials integrant les comarques de l'Alt Camp, Baix Camp, Conca de Barberà, Priorat i Tarragonès, i és una de les set vegueries que apareixen en la Llei de vegueries.
Des de la capital del Tarragonès i de la província de Tarragona, es defensa la idoneïtat del manteniment de les estructures de funcionament de l'antiga província en la nova vegueria i la defensa del lideratge econòmic exercit per la ciutat. En aquest context, diversos agents socials i polítics s'han mobilitzat per defensar dues idees: que el nom sigui vegueria de Tarragona i que la capital sigui únicament Tarragona.
Des de la capital del Baix Camp, es proposa la co-capitalitat entre Reus i Tarragona i el nom de Camp, sovint sense l'afegitó de Tarragona. Hi al·leguen motius econòmics i de descentralització.